# Xiangjia (sockenhuvudort i Kina, Qinghai Sheng, lat 35,94, long 97,93)
Xiangjia (kinesiska: 香加, 香加乡, 立新) är en sockenhuvudort i Kina. Den ligger i provinsen Qinghai, i den nordvästra delen av landet, omkring 350 kilometer väster om provinshuvudstaden Xining. Antalet invånare är 4 042. Befolkningen består av 1 817 kvinnor och 2 225 män. Barn under 15 år utgör 20,0 %, vuxna 15-64 år 74 %, och äldre över 65 år 4,0 %.
Trakten runt Xiangjia är nära nog obefolkad, med mindre än två invånare per kvadratkilometer. Det finns inga andra samhällen i närheten. Trakten runt Xiangjia består i huvudsak av gräsmarker.
Genomsnittlig årsnederbörd är 418 millimeter. Den regnigaste månaden är juli, med i genomsnitt 118 mm nederbörd, och den torraste är januari, med 3 mm nederbörd.